# Scarlet Love
『Scarlet Love』（スカーレット ラブ）は、1987年10月21日に発売された麻倉未稀の11枚目のオリジナル・アルバム。発売元はCRYSTAL BIRD/キングレコード。

## 概要
”緋色（スカーレット）に染め上げた愛のパッション” というキャッチコピーが付けられたアルバム。全体的に大人っぽく華やかな雰囲気があり、オリジナル曲6曲と洋楽カバー4曲で構成された全10曲が収録されている。
イタリアのディスコグループ ”CRUISIN' GANG” のカバーである5曲目「Be My Life」は、1曲目「セラヴィと言わないで」とのカップリングでシングルカットされ、本作と同時発売された。
2014年8月27日にはMEG-CDが発売され、2023年2月3日には音楽配信が開始された。

## 収録曲

### LP・CT

#### Side A
1. セラヴィと言わないで（3:59）
作詞: 有川正沙子 / 作曲: 南申午 / 編曲: 矢野立美
2. Maybe Maybe（4:31）
訳詞: 竜真知子 / 作曲: Holger Julian, Hanno Harders / 編曲: 奥慶一
3. Foolish Situation（4:52）
作詞: 竜真知子 / 作曲: 都志見隆 / 編曲: 杉山卓夫
4. 愛を抱きしめて（4:23）
訳詞: 秋谷銀四郎 / 作曲: William Sharpe, Roger Odell / 編曲: 矢野立美
5. Be My Life（4:40）
訳詞: 有川正沙子 / 作曲: Romano Trevisani, Ennio Tricomi, Neil Kolazak / 編曲: 奥慶一

#### Side B
1. Foxy Lady（4:32）
作詞: 丸山圭子 / 作曲: 羽場仁志 / 編曲: 杉山卓夫
2. Little By Little（4:46）
訳詞: 丸山圭子 / 作曲: G. Ekias, P. Schon / 編曲: 奥慶一
3. トワイライトメモリー（5:15）
作詞: 秋谷銀四郎・麻倉未稀 / 作曲: 南申午 / 編曲: 奥慶一
4. エアポートはドラマを待ってる（5:08）
作詞: 有川正沙子 / 作曲: 南申午 / 編曲: 奥慶一
5. 恋しくて（5:20）
作詞: 佐藤千恵子 / 作曲: 南申午 / 編曲: 矢野立美

### CD・配信
1. セラヴィと言わないで
2. Maybe Maybe
3. Foolish Situation
4. 愛を抱きしめて
5. Be My Life
6. Foxy Lady
7. Little By Little
8. トワイライトメモリー
9. エアポートはドラマを待ってる
10. 恋しくて

## シングル

### 概要
通算17枚目となるシングル。アルバム『Scarlet Love』と同時発売された。B面曲「セラヴィと言わないで」は、東宝アニメーション映画『ルパン三世 風魔一族の陰謀』の主題歌として使用された。

### 収録曲
1. Be My Life（4:40）
訳詞: 有川正沙子 / 作曲: Romano Trevisani, Ennio Tricomi & Neil Kolazek / 編曲: 奥慶一
2. セラヴィと言わないで（3:59）
作詞: 有川正沙子 / 作曲: 南申午 / 編曲: 矢野立美